# Hasiči (seriál)
Hasiči jsou český šestidílný dokumentární televizní seriál České televize, monitorující práci Hasičského záchranného sboru Libereckého kraje, konkrétně centrální stanice Liberec. První díl byl odvysílán 6. března 2019. Seriál kladně hodnotil i Drahoslav Ryba, generální ředitel HZS ČR. Seriál se natáčel téměř každý den, po dobu jednoho roku a sleduje, jak hasiči pracují, jak žijí a nahlédl i do jejich soukromého života.

## Hlavní protagonisté
- nstržm. Jan Kučera – začínající hasič[3]
- por. Mgr. Radka Kostelňáková – operační důstojník, dobrovolná hasička[4]
- ppor. Bc. Radek Musil, DiS. – velitel čety[5]

## Seznam dílů
| Č. v seriálu | Režie        | Premiéra v ČR   |
| ------------ | ------------ | --------------- |
| 1            | Jiří Fedurco | 6. března 2019  |
| 2            | Jiří Fedurco | 13. března 2019 |
| 3            | Jiří Fedurco | 20. března 2019 |
| 4            | Jiří Fedurco | 27. března 2019 |
| 5            | Jiří Fedurco | 3. dubna 2019   |
| 6            | Jiří Fedurco | 10. dubna 2019  |